# DAMPE
DAMPE (Dark Matter Particle Explorer, también conocida como Wukong) es una sonda espacial de la Academia China de Ciencias para intentar detectar la materia oscura. Fue lanzada el 17 de diciembre de 2015. DAMPE tiene sensores para detectar rayos cósmicos, específicamente detecta rayos gamma y electrones con una alta resolución. Fue diseñado para buscar la señal de descomposición indirecta de un hipotético candidato a materia oscura llamado partículas masivas que interactúan débilmente (WIMP).
Tiene una masa de 1900 kg y está situado en una órbita polar y heliosincrónica de 500 km de altura.
El satélite se lanzó en un cohete Larga Marcha 2D desde la plataforma de lanzamiento 603 en el complejo LC-43, también conocido como el sitio de lanzamiento sur, en el centro de lanzamiento de satélites de Jiuquan. Es el primer observatorio espacial de China.
El proyecto es el resultado de una colaboración entre instituciones de investigación y universidades en Italia, Suiza y China bajo el liderazgo del Observatorio de la Montaña Púrpura (PMO) de la Academia de Ciencias de China (CAS).

## Objetivos
Los objetivos científicos de la misión son:
- La búsqueda y el estudio de partículas de materia oscura mediante la realización de observaciones de alta resolución de electrones de alta energía y rayos gamma.
- El estudio del origen de los rayos cósmicos mediante la observación de electrones de alta energía y núcleos pesados en el rango de energía de TeV.
- El estudio de los mecanismos de propagación y aceleración de los rayos cósmicos a través de la observación de rayos gamma de alta energía.

## Colaboración
El proyecto es el resultado de una colaboración entre instituciones de investigación y universidades en Italia, Suiza y China bajo el liderazgo del Observatorio de la Montaña Púrpura (PMO) de la Academia de Ciencias de China (CAS). La misión DAMPE está financiada por los proyectos prioritarios estratégicos de ciencia y tecnología en ciencia espacial de CAS. Los institutos que han formado parte de la colaboración son: IHEP (Instituto de Física de Alta Energía), CAS (Academia de Ciencias de China), Beijing, China; IMP (Instituto de Física Moderna), CAS (Academia de Ciencias de China), Lanzhou, China; NSSC (Centro Nacional de Ciencias Espaciales), CAS (Academia China de Ciencias), Beijing, China; PMO (Observatorio de la Montaña Púrpura), CAS (Academia de Ciencias de China), Nanjing, China; USTC (Universidad de Ciencia y Tecnología de China), Hefei, China; INFN (Istituto Nazionale di Fisica Nucleare) y Universidad de Perugia, Italia; INFN (Istituto Nazionale di Fisica Nucleare) y Universidad de Bari, Italia; INFN (Istituto Nazionale di Fisica Nucleare) y Universidad de Lecce, Italia; INFN (Istituto Nazionale di Fisica Nucleare) y Gran Sasso Science Institute (GSSI), L'Aquila, Italia; DPNC (Département de physique nucléaire et corpusculaire), Universidad de Ginebra, Suiza